# テプコ豊洲ビル
テプコ豊洲ビル（テプコとよすビル）は、東京都江東区に所在する建築物である。ゆりかもめ東京臨海新交通臨海線・新豊洲駅に隣接している。

## 建築
江東区豊洲6丁目の新東京火力発電所跡地に建設され、2001年に竣工した。直径約140mの円筒形で、「ビッグドラム」の愛称を持つ。本建物内に設けられた新豊洲変電所は、地下式としては世界初の50万ボルト変電所で、地中送電線の新豊洲線で船橋市の新京葉変電所と結ばれている。本建物を円筒形とした理由には、矩形建物では必要となる掘削時の土留の費用を大幅に削減できる事情があった。
建物内にはアット東京のデータセンターがある。増築の関係で、建物の3階と4階の間に免震機器を導入した「中間免震」構造を採用した珍しい構造となっている。